# Marcel Rochaix
Pour les articles homonymes, voir Rochaix.
Marcel Rochaix, né le 14 septembre 1911 à Villanière (Aude) et mort le 10 août 1955 à Lyon (Rhône), est un aviateur français, résistant et combattant de la France libre.

## Distinctions
- Officier de la Légion d'honneur
- Croix de guerre 1939-1945
- Air Medal américaine
- Distinguished Unit Citation américaine[2].